# Sven Schröder

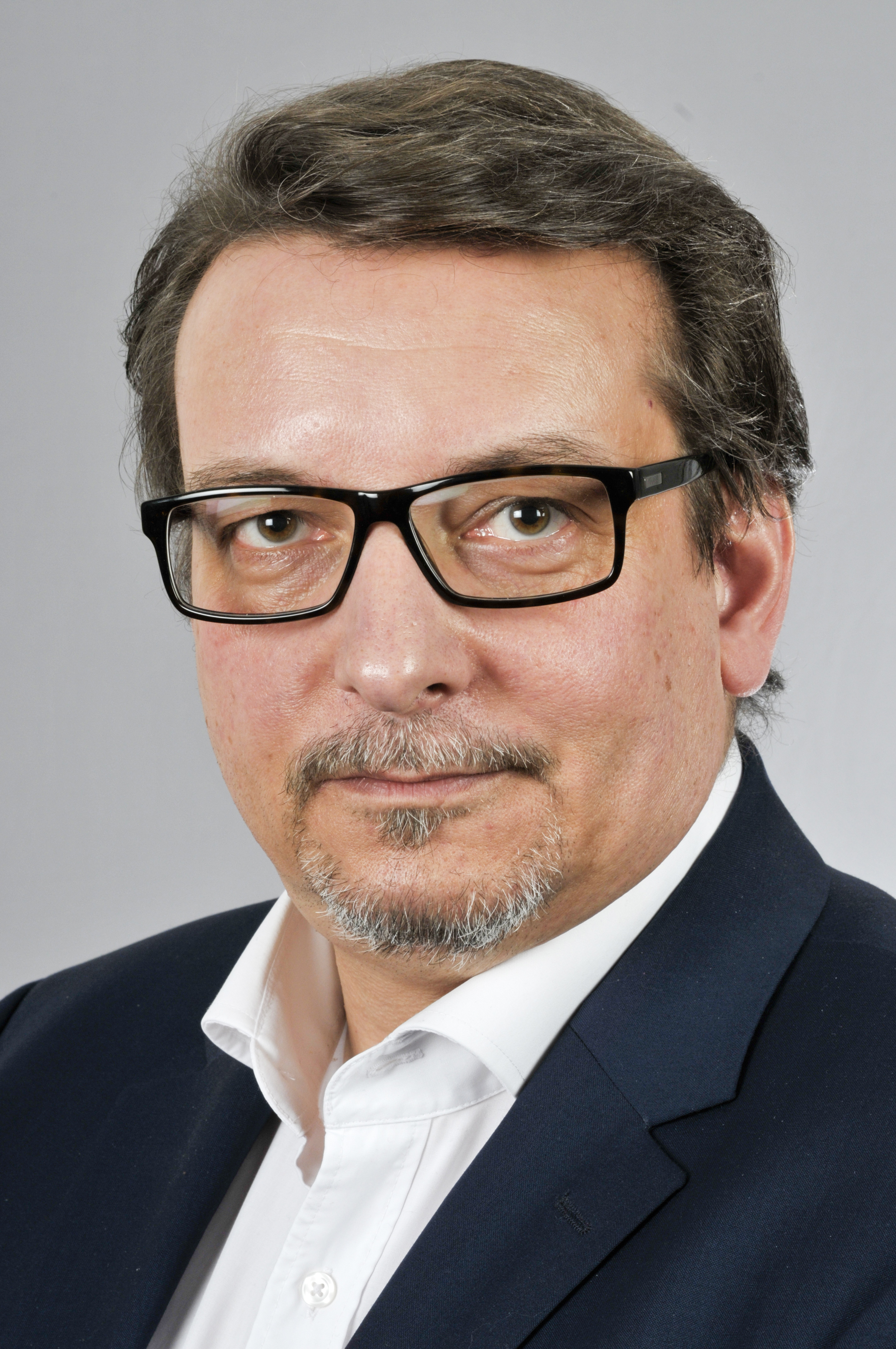
Sven Schöder (2016)

Sven Schröder (* 25. März 1964 in Ost-Berlin) ist ein deutscher Politiker (parteilos, zuvor AfD, Bündnis Deutschland).

## Leben
Nach dem Besuch der Polytechnischen Oberschule ließ er sich 1980 bis 1982 zum Facharbeiter des Maurerhandwerks ausbilden. Er trat dann 1990 eine Ausbildung zum Versicherungsfachmann an und arbeitete als Versicherungsagent. 1999 wurde er Vertriebsleiter bei Hausbauunternehmens. Seit 2002 ist er Projektmanager für den Bau von Ein- und Zweifamilienhäusern.
Von November 2013 bis April 2019 war er Mitglied der AfD. Er war u. a. stellvertretender Sprecher des Landesfachausschusses Energie und Umwelt, Beisitzer im Kreisvorstand Potsdam-Mittelmark und im Landesvorstand der AfD Brandenburg und Verantwortlicher für die interne Kommunikation im Landesverband.
Bei der Landtagswahl in Brandenburg 2014 war er Direktkandidat im Landtagswahlkreis Potsdam-Mittelmark II (Wahlkreis 18). Er erreichte 9,9 Prozent und zog über die Landesliste (Listenplatz 4) in den Landtag Brandenburg ein, dem er bis 2019 angehörte. Dort war er von Dezember 2014 bis April 2019 Vorsitzender des Ausschusses für Ländliche Entwicklung, Umwelt und Landwirtschaft.
Laut Informationen des Nachrichtenmagazins Der Spiegel habe er bei seiner Nominierungsrede im Mai 2014 auf Nachfrage bestätigt, dass er für kurze Zeit Mitglied der Kleinpartei Bürgerbewegung pro Deutschland, die als rechtsextrem gilt, gewesen sei. Er habe dies allerdings bis dahin nicht angegeben, da er bei Pro Deutschland eher von einem Verein als einer Partei ausgegangen war.
Am 25. September 2016 kandidierte er für die Wahl zum Landrat des Landkreises Potsdam-Mittelmark. Mit 16,3 % (3. Platz) erreichte er nicht die Stichwahl.
Am 29. April 2019 erklärte Schröder seinen Austritt aus der AfD.
Schröder ist verheiratet und Vater von zwei Kindern. Er wohnt in Borkheide.
Von Februar bis Mai 2023 war er Mitglied von Bündnis Deutschland.